# Excorallana bicornis
Excorallana bicornis är en kräftdjursart som beskrevs av Lemos de Castro och Lima 1974. Excorallana bicornis ingår i släktet Excorallana och familjen Corallanidae. Inga underarter finns listade i Catalogue of Life.